# Bossaball

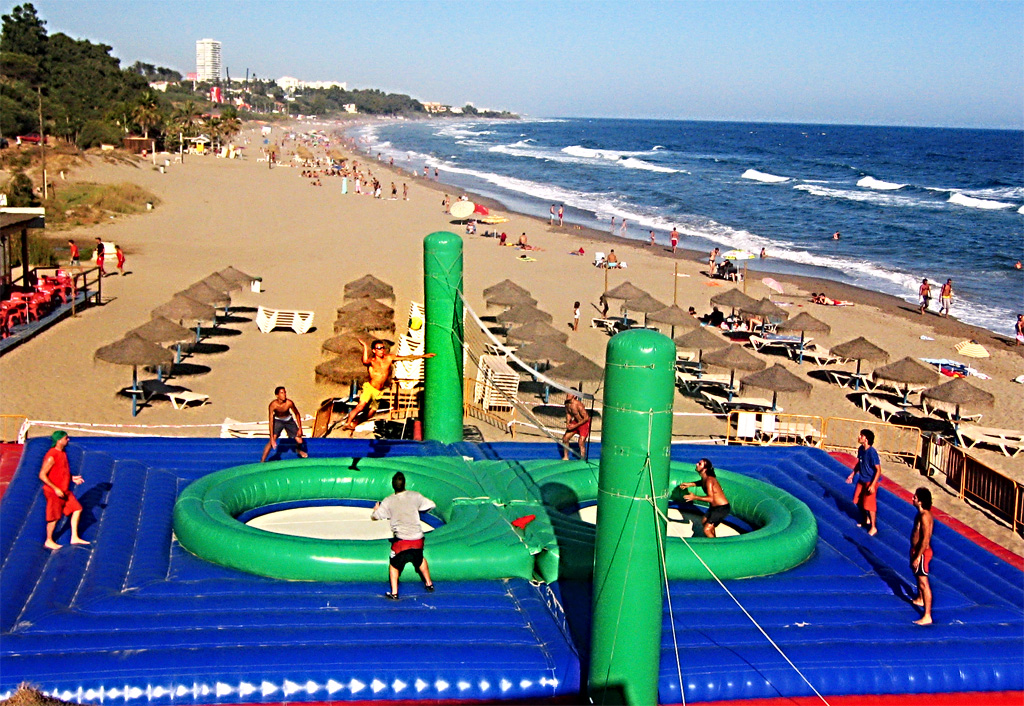
Bossaball

Bossaball, speelveld

Bossaball is een balspel dat gespeeld wordt door twee teams. Het combineert volleybal, voetbal, gymnastiek en capoeira. Het speelveld bestaat uit luchtkussens en trampolines met een net in het midden. Het spel is in Spanje bedacht door de Belg Filip Eyckmans, maar bestaat inmiddels ook in een aantal andere landen.

## Scheidsrechters en muziek
De persoon die het spel leidt, of de bossaball scheidsrechter, wordt “Samba Referee” genoemd.
Hij is niet alleen scheidsrechter, maar vooral ook de Master of Ceremonies (MC) en daarnaast verzorgt hij de muzikale begeleiding met behulp van een fluitje, microfoon, percussie en een dj-set. De spelers spelen op muziek of de muziek volgt het spel.

## Spelregels
- Bossaball wordt gespeeld met twee teams van elk vier spelers
- Het doel is voor elk team om de bal op grond van het speelveld van de tegenstander te krijgen.
- De hoogte van het net tussen de twee speelhelften kan aangepast worden voor professionals, mannen, vrouwen of kinderen.
- Spelers mogen het net niet aanraken en moeten op de eigen helft van het speelveld blijven met ten minste één deel van het lichaam.
- Er mag per rally maximaal vijf keer overgespeeld worden (zes keer voor recreanten)
- Technieken voor het spelen van de bal:
  - Volley touch: het onderhands of bovenhands spelen van de bal
  - Soccer touch: het spelen van de bal door middel van een voetbaltechniek. Hierbij mag de bal twee keer geraakt worden en telt dit nog steeds als één pass.

## De puntentelling
- Punten worden verdiend door middel van een score of wanneer de tegenpartij een fout maakt.
- Wanneer de bal de buitenste veiligheidsrand raakt, is deze uit.
- De beschermingsrand om de trampoline is een vrije zone. Wanneer de bal op deze “Bossawall” stuitert of rolt gaat het spel altijd door. Het punt gaat pas naar de tegenpartij wanneer de bal volledig stil ligt.
- Scoren met de volley touch:
  - 1 punt: Een score op het speelveld van de tegenpartij.
  - 3 punten: Een directe score in de trampoline van de tegenpartij.
- Scoren met de soccer touch:
  - 3 punten: Een score op het speelveld van de tegenpartij.
  - 5 punten: Een directe score in de trampoline van de tegenpartij.

## Wereldkampioenschap
| Jaar | Plaats                       |  | Goud      | Zilver     | Brons     |
| ---- | ---------------------------- |  | --------- | ---------- | --------- |
| 2009 | Bodrum, Turkije              |  | Brazilië  | België     | Nederland |
| 2013 | Bonaire, Caribisch Nederland |  | Nederland | België     | Brazilië  |
| 2015 | Málaga, Spanje               |  | België    | Argentinië | Nederland |
| 2016 | Rio de Janeiro, Brazilië     |  | Nederland | Argentinië | België    |

## Europees kampioenschap
| Jaar | Plaats                         |  | Goud        | Zilver      | Brons    |
| ---- | ------------------------------ |  | ----------- | ----------- | -------- |
| 2010 | Roggel, Nederland              |  | België      | Nederland   | Spanje   |
| 2011 | Roggel, Nederland              |  | België      | Nederland   | Slovenië |
| 2012 | Ústí nad Labem, Tsjechië       |  | Nederland   | België      | Slovenië |
| 2014 | Breskens en Cadzand, Nederland |  | Nederland A | Nederland B | België   |

## Afbeeldingen

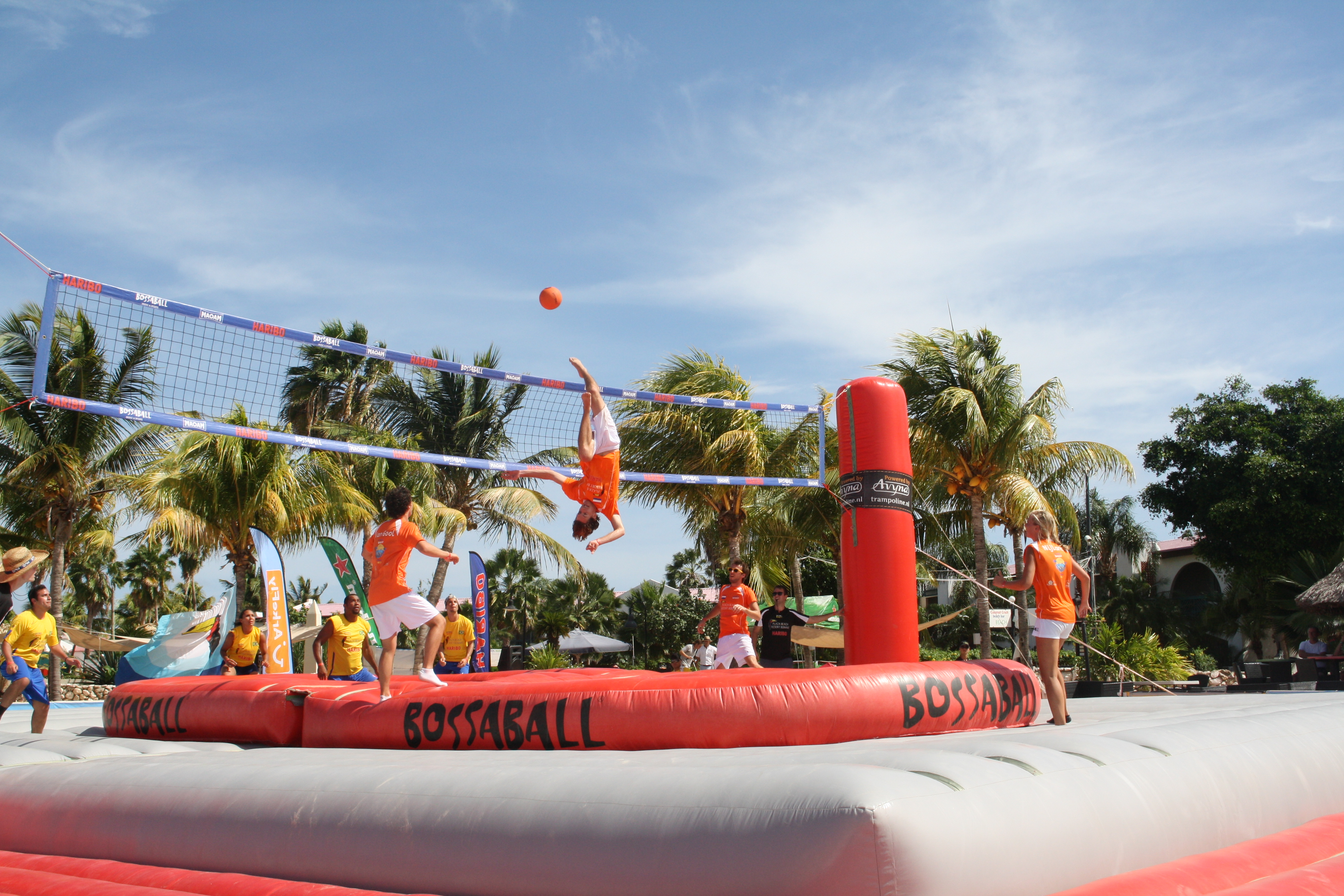
Aanval van het Nederlands team tijdens het WK Bossaball 2013 op Bonaire.